# Goryak-dong
Goryak-dong (koreanska:골약동) är en stadsdel i staden Gwangyang i provinsen Södra Jeolla i den södra delen av Sydkorea, 300 km söder om huvudstaden Seoul. .